# Cristina Guillemina de Hessen-Homburg
Cristina Guillemina de Hessen-Homburg (en alemany Christine Wilhelmine von Hessen-Homburg) va néixer a Bingenheim (Alemanya) el 30 de juny de 1653 i va morir a Grabow el 16 de maig de 1722. Era filla de Guillem Cristòfol de Hessen-Homburg (1625-1681) i de Sofia Elionor de Hessen-Darmstadt (1634-1663).

## Matrimoni i fills
El 28 de maig de 1671 es va casar a Wegerlingen amb el duc Frederic I de Mecklenburg-Schwerin (1638-1688), fill del duc Adolf Frederic I (1588-1658) i de la seva segona dona Caterina de Brunsvic-Dannenberg (1616-1665). El matrimoni va tenir quatre fills:
- Frederic Guillem (1675-1713), casat amb Sofia Carlota de Hessen-Kassel (1678-1749).
- Carles Leopold (1678-1747), casat amb Tsarevna Caterina de Rússia (1691-1733), germana de l'emperadriu Anna Ivanovna de Rússia.
- Cristià Lluís (1683-1756), casat amb la seva cosina Gustava Carolina (1694-1748).
- Sofia Lluïsa (1685-1735), casada amb Frederic I de Prússia (1657-1713).